# Gustav Ferdinand Thaulow
Gustav Ferdinand Thaulow (født 6. juli 1817 i byen Slesvig, død 11. marts 1883) var en tysk pædagog.
Efter at have gået i domskolen i sin fødeby studerede Thaulow fra 1837 af teologi og filosofi i Kiel og Berlin. I 1842 vandt han den filosofiske doktorgrad i Kiel, hvorefter han sammesteds virkede nogle år som privatdocent i filosofi og pædagogik. I 1846 blev han ekstraordinær professor i filosofi og 1854 ordentlig professor i filosofi og pædagogik ved samme universitet samt direktør for det pædagogiske seminarium. Senere blev han også docent ved marineakademiet i Kiel. I 1878 udnævntes han til Geheimeregierungsrath. Hans forfattervirksomhed går væsentlig i pædagogisk retning. Blandt andet virkede han for oprettelsen af pædagogiske seminarier ved universiteterne, og 1849 grundlagde han Schleswig-Holsteinische Schulzeitung. Som filosof tilhørte han den Hegelske skole. 1853-54 udgav han Hegels Ansichten über Erziehung und Unterricht i 3 bind. Han interesserede sig også levende for kunst og skrev 1857 en vejviser i Kiels kunstmuseum. I sit eget hjem havde han en betydelig samling træskærerarbejder, som han 1876 skænkede til provinsen, der da oprettede det smukke Thaulow-Museum i Kiel. Det skyldtes også for en stor del hans energi, at den flensborgske oldsagsamling, som under krigen 1864 var bleven bragt i sikkerhed til Sjælland, i følge Wienerfreden måtte udleveres af Danmark, hvorpaa den blev indlemmet i Kieler-Alterthumsmuseum. Endelig kan nævnes, at han 1861 tog initiativet til en stor pengeindsamling i hertugdømmerne for at skaffe Kieler-Universitetet en ny bygning til dets 200 års jubilæum 1865. Denne plan kom dog først til udførelse 1876 ved statens hjælp.